# Heurística da representatividade

## Definição
Na heurística da representatividade um evento é considerado ou percebido como tendo uma grande probabilidade de ocorrer quando é representativo ou típico de um tipo de situação, isto é, quando tem um elevado grau de semelhança com as principais características desta situação. Desta forma, ao usar esta heurística o sujeito estima a probabilidade de um acontecimento tendo em conta a forma como este espelha alguns aspetos de uma dada situação .
Posto isto, se A for altamente representativo de B, então a probabilidade de A se originar a partir de B é alta, por outro lado, se A não for semelhante a B, a probabilidade de que A se origina a partir de B é avaliada como sendo baixa .

## Ilustrações
Para ilustrar esta heurística consideram-se importantes os dois exemplos seguintes mencionados e explorados por Tversky e Kahneman (1974) .
A) Descrição de um indivíduo, Steve. Este é descrito como sendo tímido e introvertido, não tendo grande interesse nas pessoas ou no mundo em geral. Steve é apaixonado por detalhes e gosta que as coisas estejam organizadas, sendo muito prestável com pessoas em geral. Sabendo isto, qual é a ocupação profissional de Steve?
- Médico;
- Bibliotecário;
- Agricultor;
- Piloto de aviões.

Ordene as profissões começando com a que é mais provável ser a profissão de Steve.
Resposta segundo a heurística da representatividade: A probabilidade de Steve ser, por exemplo, um bibliotecário é avaliada pelo grau com o qual a sua descrição encaixa no estereótipo de pessoas com esta profissão, sendo este elevado. Posto isto, o mais provável é associar-se a descrição de Steve com a de um bibliotecário, atribuindo-lhe esta profissão como aquela que é a mais provável.
B) Descrição de um indivíduo, Linda. Esta é uma mulher solteira, com 30 anos, sincera e brilhante. Formou-se em filosofia e nos tempos de estudante preocupava-se com questões de discriminação e justiça social, assim como participava em demonstrações antinucleares. Sabendo isto, qual a alternativa mais provável?
- A Linda trabalha num banco.
- A Linda trabalha num banco e é ativa no movimento feminista.

A maioria das pessoas tende a responder que a segunda alternativa (b) tem maior probabilidade de ser a certa, uma vez que tendem a sobrevalorizar informação com mais detalhe, cometendo a falácia da conjunção.

## Limitações
Esta heurística pode induzir a vários erros, na medida em que a representatividade não tem em conta vários fatores que devem ser tidos em conta no julgamento de uma probabilidade, o que torna o julgamento insensível. 
1. Insensibilidade a probabilidades a priori ou à taxa de frequência base de um acontecimento;
2. Insensibilidade ao tamanho da amostra;
3. Equívoco de mudança;
4. Ilusão de validade;
5. Insensibilidade à previsibilidade;
6. Equívoco de regressão;
7. Falácia da conjunção.

1. Tendo em conta o exemplo de Steve, deve-se ter em conta o facto de existirem mais agricultores do que bibliotecários, antes de se afirmar qual a profissão de Steve, baseando-se apenas num estereótipo. Contudo, a heurística da representatividade não tem em conta as probabilidades a priori, pelo que estas são negligenciadas. Note-se que, caso estas probabilidades/ taxa de frequência base de um acontecimento sejam percebidas como relevantes, esta negligência já não acontece.
2. O julgamento probabilístico de uma amostra estatística é independente do tamanho desta amostra, sendo que os indivíduos tendem a avaliar a probabilidade de um resultado de uma dada amostra pela sua similaridade com o parâmetro correspondente. Imaginemos que temos uma urna cheia de bolas, onde ⅔ são de uma cor e ⅓ de outra cor; Um indivíduo retira 5 bolas, 4 de cor vermelha e 1 branca; Outro indivíduo retira 20 bolas, 12 de cor vermelha e 8 brancas. Qual dos indivíduos deveria estar mais confiante com o facto da urna conter ⅔ de bolas vermelhas e ⅓ de bolas brancas? A maioria dos indivíduos assume que a primeira pessoa seria aquela a ter maior certezas de que a urna teria mais bolas vermelhas, uma vez que a proporção destas é maior na primeira amostra do que na segunda, ignorando o tamanho das duas amostras em questão. Desta amostra, o julgamento é afetado pela proporção da amostra, mas não é afetado pelo tamanho da mesma.
3. Os indivíduos esperam que uma sequência de eventos, gerada por um processo aleatório, represente as características essenciais desse mesmo processo, não apenas globalmente na sequência mas também em cada parte da mesma. Note que, isto acontece mesmo que esta sequência seja pequena. Peguemos no exemplo de atirar a moeda ao ar: Ao atirar uma moeda, é aleatório sair cara ou coroa, contudo, as pessoas tendem a acreditar que uma sequência do tipo cara-coroa-coroa-cara-cara-coroa tem uma maior probabilidade de ocorrer do que uma sequência do tipo cara-cara-cara-coroa-coroa-coroa, uma vez que esta última não parece ser aleatória, e também mais provável do que uma sequência do tipo cara-cara-cara-cara-coroa-cara, pois esta não transmite a equidade da moeda. Contudo, cada lançamento da moeda é independente, pelo que todas as sequências são possíveis. A falácia do jogador é outra consequência deste fator. Imaginemos, para tal, o jogo da roleta. Depois de saírem alguns vermelhos seguidos, os indivíduos presumem que a próxima cor será preto, uma vez que esta resultaria numa maior representatividade da sequência, do que se saísse novamente a cor vermelha.
4. Ao fazer uma previsão, a pessoa baseia-se na intensidade da representatividade, isto é, naquilo que são as qualidades da semelhança entre o resultado esperado e o input, não tendo em conta os fatores que limitam  a precisão desta previsibilidade. Pegando no exemplo do Steve, as pessoas tendem a dizer que este tem a profissão de bibliotecário (resultado), uma vez que esta é a resposta mais representativa da descrição que é feita (input), enquadrando-se no estereótipo daquilo que é um bibliotecário. Deste modo, as pessoas tendem a fazer estas previsões mesmo que a informação recebida seja escassa e, consequentemente, não confiável.
5. As previsões da maioria dos acontecimentos são feitas pela representatividade. Imaginemos que nos dão a descrição de uma empresa e é nos pedido que preveja-mos o futuro lucro da mesma. Se esta descrição for favorável, então é mais provável que a empresa tenha um bom lucro futuro, senda esta a previsão mais representativa para a descrição em questão. Pelo contrário, se a descrição for medíocre, então é provável que a empresa tenha um lucro futuro também medíocre, sendo esta também a previsão mais representativa da descrição da empresa. Note-se que, no exemplo acima, não se tem em conta a validade da descrição nem o grau pelo qual esta permite uma boa previsão. Acrescenta-se ainda que, quando a previsibilidade é nula, deve-se fazer as mesmas previsões em todos os casos. Posto isto, no exemplo acima, se as descrições das empresas não contivessem nenhuma informação referente ao lucro da empresa, então as previsões devem ter o mesmo valor. Contudo, isto não acontece, uma vez que os indivíduos mostram pouca ou nenhuma consideração por considerações de previsibilidade.
6. Ao longo da vida, encontram-se muitos casos de regressão para a média. No entanto, os indivíduos no geral não fazem intuições corretas acerca deste fenómeno, uma vez que não esperam que aconteça em muitos contextos e, quando reconhecem a sua ocorrência, arranjam outra explicação para tal. Suponhamos que um grande número de crianças era testado em duas versões equivalentes de um teste. Se selecionarmos as dez crianças com o melhor resultado numa versão, é normal que estas mesmas crianças tenham uma pior performance na outra versão. Contrariamente, se selecionarmos as dez crianças com a pior performance numa versão, é normal que estas tenham, em média, uma melhor performance na outra versão. Isto acontece pois há uma regressão à média. Recorrendo a outro exemplo para explicar este fenómeno: Em voos de treino, os instrutores repararam que ao elogiarem os pilotos depois de uma boa aterragem isso resultava num decréscimo do desempenho, enquanto que, se os criticassem depois de uma má aterragem, isso resultava numa melhoria do desempenho. Deste modo, os instrutores concluíram que o reforço é prejudicial para a aprendizagem, enquanto que a punição é benéfica, contudo, esta é uma afirmação errônea devido ao fenómeno de regressão à média. Em ambos os exemplos, é normal que uma boa performance seja seguida de um decréscimo da mesma, enquanto que uma má performance tem tendência para melhorar, havendo sempre uma regressão à média.
7. Indivíduos esperam que a combinação de dois eventos seja mais provável do que a ocorrência de apenas um evento isoladamente. Recorre-se aqui à ilustração da Linda, mencionada no início.

Kimura, H. (2003). Aspetos comportamentais associados às reações do mercado de capitais. Retrieved from http://www.scielo.br/pdf/raeel/v2n1/v2n1a06
Tonetto, L., Kalil, L., Melo, W.,Schneider, D. & Stein, L. (2006). O papel das heurísticas no julgamento e na tomada de decisão sob incerteza. Estudos de psicologia, 23(2), 181-189. Retrieved from https://www.redalyc.org/pdf/3953/395336319008.pdf
Tversky, A. & Kahneman, D. (1974). Judgment under uncertainty: Heuristics and biases. In Levitin, D. Foundations of cognitive psychology. (pp. 1124-1131). Retrieved from http://www.umpalangkaraya.ac.id/dosen/dwisariusop/wp-content/uploads/2016/11/COGNITIVE-PSYCHOLOGY.pdf#page=602
1. ↑  Kimura, ´´, 2003
2. ↑  Tonetto, Kalil,  Melo, Schneider e Stein,, Estudos de psicologia, 2006
3. ↑  Daniel Levitin,Foundations of cognitive psychology:Judgment under uncertainty: Heuristics and biases, p. 1124-1131